# Promet Azerbajdžana
Azerbajdžan je euroazijska zemlja u području Kavkaza, koja ima izuzetno povoljan prometno-prometni položaj. Zbog toga zemlja ima izvanredne uvjete za razvoj prometa, ali je on slabije razvijen zbog stalne nestabilnosti područja. Najvažniji prometni pravac u zemlji je putevi istok-zapad, od Crnog mora do Kaspijskog jezera, i sjever-jug, od istočne Europe do Srednjeg istoka. Veoma izražen planinski karakter zemlje također znatna prepreka razvoju prometa, osobito na zapadu zemlje, gdje se pružaju veoma visoka planinska bila.
Azerbajdžan ima razvijen cestovni, željeznički, zračni i vodeni promet. Najveći prometni čvor je glavni grad, Baku.

## Željeznički promet
Po podatcima iz 1993. godine ukupna dužina željezničke mreže u domeni javnog prometa u Azerbajdžanu je bila 2.932 km, ode čega je 1.278 km elektrificirana. Ovo se odnosi na pruge širokog kolosijeka (1520 mm), osobene za zemlje bivšeg SSSR-a. Ovi podatci ne uključuju industrijske i druge pomoćne pruge.
Gradska željeznica razvijena je u Bakuu, gdje postoji i metro sustav. Baku i drugi veći gradovi posjeduju i tramvajski prijevoz.
Željeznička veza sa susjednim zemljama:
- Rusija – da
- Gruzija – da, trenutno izgradnja pruge standardnog kolosijeka
- Armenija – da, ali je promet u prekidu
- Iran (preko ekslave Nahičevan) – da, uz promjenu širine kolosijeka
- Turska (preko ekslave Nahičevan) – ne, trenutno izgradnja pruge standardnog kolosijeka

Godine 2005. potpisan je sporazum između Gruzije, Turske i Azerbajdžana o izgradnji zajedničke željezničke linije Kars (Turska) – Tbilisi – Baku standardne širine kolosijeka. Gradnja ove pruge izazvala je velike političke teškoće i ogorčenost Rusije.

## Cestovni promet
Ukupna dužina cesta u Azerbajdžanu u 1998. godini je 24.981 km, od čega je s tvrdom podlogom 23.057 km (najčešće u vrlo lošem stanju). Pravih autocesta nema, ali na prilazima velikim gradovima postoje bolje prometnice s 3 i 4 trake. Posljednjih godina putna mreža se intenzivno obnavlja i širi.
Najznačajniji magistalni putevi u državi kreći od glavnog grada Bakua i idu ka:
- Sjeveru – Rusija, Istočna Europa
- Zapadu – Gruzija, Crno more
- Jugu – Iran, Bliski istok

## Vodeni promet
Azerbajdžan je zemlja s dugim izlazom na Kaspijsko jezero, najveće na svijetu i jedno od najprometnijih s velikim brojem izlaznih zemalja. Ono je preko Volge, Dona i Kanala Volga – Don u vezi s otvorenim svjetskim vodama, što dodatno stvara prednosti duge obale. Najvažnije primorske luke su Baku, Sumgait i Lankoran. S druge strane, unutrašnjost države ispresijecana je malim i plitkim rijekama s vrlo niskim ljetnim vodostajima, pa nema unutarnjih plovnih putova.

## Plinovodi i naftovodi
- Plinovod: 1130 km (1992.)
- Naftovod: 1240 km (1992.)

## Zračni promet
U Azerbajdžanu postoji nekoliko aviokompanija, od kojih je najvažnije državno poduzeće "Azerbaijan Airlines".
U zemlji postoji 69 službeno upisanih zračna luka (2007. godine), od čega 29 s tvrdom podlogom. S IATA kodom su ukupno 3 zračne luke:
- Međunarodna zračna luka Hejdar Alijev u Bakuu – GYD
- Međunarodna zračna luka Gandža u Gandža – KVD
- Međunarodna zračna luka Nahičevan u Nahičevanu – NAJ

Međunarodna zračna luka Hejdar Alijev u Bakuu daleko je najprometnija zračna luka u Azerbajdžanu, dok su ostalie zračne luke male i povezane putem nekoliko linija samo s prijestolnicom Bakuom i Moskvom.